# Les filles du Golden Saloon
Les filles du Golden Saloon ist ein in belgisch-französischer Koproduktion hergestellter Erotikfilm im Gewand eines Western. Der von Gilbert Roussel inszenierte Film wurde im deutschen Sprachraum nicht aufgeführt.

## Handlung
1850: Einige Bürger bedauern, dass der Staat Kalifornien nun zu den USA gehört. In Harriba Lannan regiert ein neuer Gouverneur, der über eine Bande gewissenloser Cowboys befiehlt, die Mädchen entführen, um sie im Bordell „Golden Saloon“, der dem skrupellosen Politiker gehört, arbeiten zu lassen. Als Richard Black durch eines der Mädchen, Molly, die auch Opfer der Banditen wurde, von den Vorfällen erfährt, bildet er mit anderen Freiwilligen einen Bürgertrupp, der sich als Frauen verkleidet. Sie werden, wie geplant, entführt; im Saloon angekommen, befreien sie die richtigen Mädchen. Bei einem Fest anlässlich dieser Befreiung wird Richard die Dankbarkeit der Mädchen auf eine Weise zuteil, die sie in den Wochen zuvor erlernten.

## Bemerkungen
Manche Quellen führen Pierre Chevalier als Regisseur. Die Produktionsfirma benutzte Teile des 1963 entstandenen Mit Colt und Maske für diesen Film.
Abgedreht 1973, kam der Film in Frankreich erst im Mai 1975 in die Kinos.